# Clara Larter
Clara Ethelinda Larter (27 de junio de 1847 - 13 de mayo de 1936) fue una botánica, taxónoma inglesa, reconocida por sus estudios de la flora de Devon.

## Botánica
Empezó sus estudios botánicos en 1897; y, se unió a la Asociación de Devon, en 1906, siendo desde 1909, secretario de su nuevo Comité de Botánica. En 1914, editó su informe; y, también de 1920 a 1923; y tuvo la silla inaugural de la Sección botánica de la asociación de 1930 a 1936. También se unió a la Sociedad Torquay de Historia Natural en 1909; y, miembro de comité 1913-1917, 1919-1923 y 1926-1928. Fue su vicepresidenta en 1917, 1918, 1928 y 1929, y cátedra de su sección botánica, 1925 a 1936. La Sociedad la hizo miembro honorario en 1932. En 1912, fue elegida miembro de la Sociedad Linneana de Londres por sus investigaciones botánicas; y, fue botánica registradora para Devon en 1924 y 1925.
Su última obra, en la Flora de Devon, fue publicada póstumamente. De 1930 a 1935, fue su editora en jefe, mas tuvo que dimitir debido a su endeble salud. Su herbario fue legado al Museo Torquay de Historia Nacional y su colección de especímenes de plantas a la Universidad de Oxford.
Kallymenia larterae (Holmes, 1907) (originalmente Callymenia larteriae) fue nombrada en su honor con su epónimo.

## Bibliografía

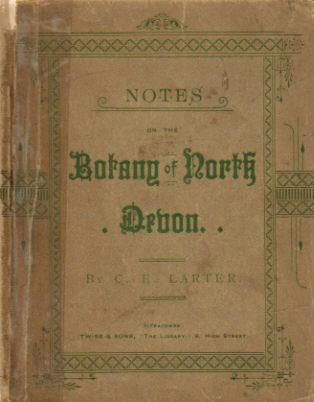
Cubierta de Notes on the Botany of North Devon (1897)

## Vida personal
Nació en Leeds, hija mayor de Thomas Larter, un profesor de lengua. Con su familia se mudó a Torquay, Devon del sur, hacia 1857.
Desde 1885,  vivió en Barmouth, Gales del norte, por unos años, antes de mudarse a Combe Martin, en Devon del norte, donde permaneció al menos de 1899 hasta 1909, cuando regresó a Torquay. Y, allí falleció el 13 de mayo de 1936.
Fue miembro de la Iglesia congregacional Belgrave, en Torquay.
- La abreviatura «Larter» se emplea para indicar a Clara Larter como autoridad en la descripción y clasificación científica de los vegetales.[6]